# Абдыхалыкова, Гульбану Кулмуханбетовна
Абдыхалыкова, Гульбану Кулмуханбетовна (род. 15 сентября 1972 года, Талды-Курган, Казахская ССР) — казахстанская пауэрлифтерша, участница летних Паралимпийских игр 2016 в Рио-де-Жанейро и летних Паралимпийских игр 2020 в Токио.

## Биография
Впервые выступила на международных соревнованиях по пауэрлифтингу в 2006 году в Куала-Лумпуре.
В 2016 году на летних Паралимпийских играх в Рио-де-Жанейро с результатом 81 кг заняла седьмое место в весовой категории до 50 кг.
В 2018 году, подняв вес 82 кг, заняла третье место на Азиатских Параиграх играх в Джакарте.
27 августа 2021 года на летних Паралимпийских играх 2020 в Токио в лучшей попытке подняла 76 кг и заняла седьмое место в весовой категории до 50 кг.

## Спортивные результаты
| Год  | Турнир                          | Город          | Категория | Результат | Место |
| ---- | ------------------------------- | -------------- | --------- | --------- | ----- |
| 2014 | Чемпионат мира                  | Дубай          | До 55 кг  | 73        | 7     |
| 2016 | Летние Паралимпийские игры 2016 | Рио-де-Жанейро | До 50 кг  | 81        | 7     |
| 2017 | Чемпионат мира                  | Мехико         | До 50 кг  | 78        | 9     |
| 2018 | Азиатские Параигры              | Джакарта       | До 50 кг  | 82        | 3     |
| 2019 | Чемпионат мира                  | Нур-Султан     | До 50 кг  | 80        | 11    |
| 2021 | Летние Паралимпийские игры 2020 | Токио          | До 50 кг  | 73        | 7     |